# HD 216946
HD 216946 è una stella supergigante rossa della costellazione della Lucertola, situata nella parte centrale della costellazione, a poco più di un minuto in Ascensione Retta dalla costellazione di Andromeda.
È una stella variabile, nota come V0424 Lac, originariamente descritta come di incerta attribuzione, con oscillazioni di magnitudine da 4,92 a 5,03, con ampiezza media di 0,06 magnitudini; uno studio del 2007 l'ha classificata più stabilmente come variabile LSP, cioè come stella variabile di lungo periodo, quantificato per adesso a 1601 giorni.

## Fonti
- (EN) Cataloghi stellari, su alcyone.de. URL consultato il 15 gennaio 2008 (archiviato dall'url originale il 30 aprile 2016).
- Software astronomico Megastar 5.0